# Ventenata
Ventenata (synoniem: Pilgerochloa) is een geslacht uit de grassenfamilie (Poaceae). De soorten van dit geslacht komen voor in Europa, Afrika en gematigd Azië.

## Soorten
Van het geslacht zijn de volgende acht soorten bekend:
- Ventenata blanchei
- Ventenata dubia (Smelehaver)
- Ventenata eigiana
- Ventenata huber-morathii
- Ventenata macra
- Ventenata quercetorum
- Ventenata sorgerae
- Ventenata subenervis